# Tmarus hystrix
Tmarus hystrix es una especie de araña cangrejo del género Tmarus, familia Thomisidae.

## Distribución
Esta especie se encuentra en Sri Lanka.